# Geoffroy Lequatre
Geoffroy Lequatre (Pithiviers, Loiret, 30 de juny de 1981) és un ciclista francès, professional des del 2004 fins al 2013.
En el seu palmarès destaca la victòria a la Volta a la Gran Bretanya de 2008.

## Palmarès
- 2002
  - 1r al Gran Premi de la vila de Pérenchies
- 2008
  - 1r a la Volta a la Gran Bretanya

### Resultats al Tour de França
- 2007. Abandona per caiguda
- 2008. 85è de la classificació general
- 2009. 64è de la classificació general

### Resultats a la Volta a Espanya
- 2006. 103è de la classificació general
- 2007. 98è de la classificació general